# Floris Gerts
Floris Gerts (Maastricht, 2 de mayo de 1992) es un ciclista neerlandés.
En agosto de 2019 fue despedido del equipo Tarteletto-Isorex tras criticar y quejarse de sus directores de equipo.

## Palmarés
2015
- Dorpenomloop Rucphen
- 1 etapa del Tour de Normandía
- Omloop Het Nieuwsblad sub-23

2016
- Volta Limburg Classic